# Henri de la Tour-du-Pin
Henri de la Tour-du-Pin (* 1296; † Ende 1328) – im Deutschen auch Heinrich Delphin Graf von Vienna genannt – war ab 1317 Bischof von Passau und 1319–1325 Bischof von Metz. Er war der vierte Sohn von Humbert I., Seigneur de la Tour-du-Pin und Dauphin du Viennois, und Anne de Bourgogne, Dauphine de Viennois, Gräfin von Albon und Grenoble.

## Leben und Wirken
Henri wurde dem geistlichen Stand gewidmet, allerdings niemals zum Priester geweiht. Bereits als 12-Jähriger (1308) war er Kanoniker in Rouen, Vienne, Clermont, Romans, Saint-Just-de-Lyon und Cambrai, vier Jahre später (1312) Archidiakon in Worcester. Seine internationale Karriere setzte sich fort, als er 1317 von Papst Johannes XXII. zum Bischof von Passau und am 4. Mai 1319 zum Bischof von Metz ernannt wurde. Im gleichen Zeitraum übernahm er für seinen minderjährigen Neffen Guigues VIII. die Regentschaft in der Dauphiné, nachdem sein Bruder Jean II. am 4. März 1319 gestorben war. Diese Aufgabe beschäftigte ihn bis 1323.
1323 verpfändete er gegen eine Summe von 6000 Livres das Schloss Condé an Eduard I., Graf von Bar, um Schulden begleichen zu können, die sein Vorgänger Reginald von Bar gemacht hatte. 1324 musste er das Schloss Châtillon an Heinrich I. von Blamont zurückgeben, das dieser seinem Vorgänger anvertraut hatte. Da er nach diesen Transaktionen seinen Bedarf nicht mehr decken konnte und seine Forderungen nach größeren Finanzmitteln zu Unmut führten, trat er am 25. August 1325 zurück. Er ließ sich in den Laienstand versetzen und zog sich in die Dauphiné zurück. Er starb Ende 1328.